# پلیکارپو آر-زد
پلیکارپو آر-زد (به انگلیسی: Polikarpov_R-Z) یک هواگرد از نوع شناسایی/بمب‌افکن سبک ساخت شرکت پولیکارپوف است. هواگرد پلیکارپو آر-زد نخستین پروازش را در ژانویه ۱۹۳۵ میلادی انجام داد. این هواگرد در سال ۱۹۳۵ میلادی رسماً معرفی گردید. در مجموع، تعداد ۱٬۰۳۱ فروند از این هواگرد ساخته شده‌است.